# Zhuangliemin
Zhou, död april 1644, var en kinesisk kejsarinna, gift med Chongzhen-kejsaren (r. 1627–1644). 

## Biografi
Zhou kom från en fattig familj, något som var sed för kejsarinnorna inom Mingdynastin, där man ville undvika att kejsarinnorna omgavs av en ambitiös familj med mäktiga kontakter. Hon beskrivs som bestämd och noggrann: det sades att hon aldrig glömde sin bakgrund, och därför alltid upprätthöll en enkel och sparsam riktlinje i de hovets affärer hon fick sköta som kejsarinna, något hon blev uppskattad för. 
Chongzhen-kejsaren ska ha fördelat sin tillgivenhet jämnt mellan kejsarinnan Zhou och sin favoritkonkubin, Gemål Tian (d. 1642), som han tyckte lika mycket om, och de fick båda flera barn med honom. Kejsarinnan Zhou och Gemål Tian hade dock ett antal uppmärksammade konflikter: Zhoue blev vid ett tillfälle misshandlad av kejsaren sedan Tian hade klagat på att hon skymfat henne, och hon hungerstrejkade då fram till att kejsaren ångrat sig och ville försonas. 
Zhou begick på kejsarens order självmord genom hängning i den förbjudna stadens trädgård när Peking erövrades av rebellen Li Zicheng och Mingdynastin störtades i april 1644.  